# Cryptoscaphus
Cryptoscaphus is een geslacht van kevers uit de familie van de loopkevers (Carabidae). De wetenschappelijke naam van het geslacht is voor het eerst geldig gepubliceerd in 1855 door Chaudoir.

## Soorten
Het geslacht Cryptoscaphus omvat de volgende soorten:
- Cryptoscaphus lissonotus Chaudoir, 1855
- Cryptoscaphus russoi G.Muller, 1942